# Un marito servizievole
Un marito servizievole (Hog Wild) è un cortometraggio del 1930 con Stanlio e Ollio.

## Trama
Una mattina Ollio si alza di pessimo umore, poiché non riesce a trovare il suo cappello. In cucina la moglie e la domestica lo guardano sbalordite; solo poi Ollio si accorge allo specchio di averlo già in testa. Fa per uscire, ma la moglie lo blocca imponendogli di sistemare l'antenna sul tetto, poiché la radio non riceveva più il Giappone. Ollio obbedisce; nel frattempo arriva il suo amico Stanlio. Approfittando, Ollio usa l'auto di Stanlio come appoggio per la scala, data l'indisponibilità del tavolo come appoggio poiché andato distrutto in un assurdo incidente.
I due combinano però solo guai, cadendo persino dal tetto; alla fine Stanlio, per sbaglio, fa partire l'automobile con Ollio in piedi sulla scala ed i due fanno un giro spericolato per la città.
Alla fine Ollio finisce a terra con la scala, raggiunto dalla moglie disperata. Intenerito dalle sue preoccupazioni, scopre invece che non era affatto interessata alle condizioni di lui, ma costernata perché il tecnico aveva portato via la radio. I tre ritornano a casa, non dopo aver fatto un tremendo incidente.

## Produzione
Fra le location sfruttate si possono ricordare: la casa di Ollio presso il 4175 di Madison Avenue di Culver City e gli Hal Roach Studios per le scene dell'interno casa.
Per il folle tragitto in macchina vennero ripresi vari luoghi, come: la sopraelevata all'incrocio fra Exposition Buolevard e Palms Boulevard di Los Angeles, lungo la Washington Boulevard di Culver City, lungo la Trousdale Parkway di Los Angeles con la caduta finale di Ollio dalla scala davanti all'odierno civico 3454 dello stesso indirizzo.

## Versioni alternative
Del film sono state girate due versioni fonetiche, una francese dal titolo Pêle-mêle e una spagnola dal titolo Radio Manía.

## Distribuzione italiana
La versione italiana del primo doppiaggio Sordi-Zambuto è stata unita a vari film di montaggio tra cui il primo: Via Convento (1947), composto dalle comiche "Il regalo di nozze" (1933) - "Ospiti inattesi" (1932) - "Un marito servizievole" (1930) - "Andiamo a lavorare" (1931).
In questo montaggio, tutta la parte iniziale in cui Ollio litiga con la moglie perché non riesce a trovare il suo cappello è stata scartata, ma anche la sequenza finale in cui Stanlio tenta di far partire l'auto che poi verrà mutilata da un tram, sono state totalmente eliminate, cosicché il corto venisse direttamente unito alla comica One good turn, subito dopo la caduta di Ollio dal tram a cui era attaccato mediante una scala.
Il doppiaggio eseguito solamente da Carlo Croccolo, unito ad altre comiche sempre da lui doppiate per un'antologia italiana, è ancora più ridotto del primo,  e ugualmente mancano le scene iniziali e finale. Solamente il doppiaggio RAI di Garinei-Ariani col commento musicale di Piero Montanaro risulta integrale.

## Citazioni
- Via Convento, montaggio del 1947 includente anche i corti Il regalo di nozze, Ospiti inattesi e Andiamo a lavorare.
- Stanlio & Ollio in vacanza, montaggio del 1964 includente anche Tempo di pic-nic, Il fantasma stregato, Gli allegri poeti e Andiamo a lavorare.